# Serie A 1929/1930
Soutěžní ročník Serie A 1929/1930 byl 30. ročník nejvyšší italské fotbalové ligy a zároveň první co se hrál v jedné skupině ve formátu každý s každým. Konal se od 6. října 1929 do 13. července 1930. Zúčastnilo se jí nově 18 klubů. Soutěž vyhrál potřetí ve své klubové kariéře FC Inter Milán, jenže kvůli nátlaku fašistické strany si musel změnit název na Ambrosiana.
Nejlepším střelcem se stal italský hráč Giuseppe Meazza (Ambrosiana), který vstřelil 31 branek.

## Události

### Před sezonou
Již v létě 1928 se tehdejší prezident FIGC, Leandro Arpinati, ustanovil vytvoření takzvaného "single group" šampionátu, považovaného za konkurenceschopnější, zahájena od sezony 1929/1930. V různých evropských soutěží (Rakousko, Anglie a Maďarsko), byla jednoskupinový šampionát obvyklý. Ze své strany Itálie byl v zaostalém stavu kvůli snaze chránit zájmy i malých klubů, aby se nepropadly do nižších soutěží. Bylo tak vedeno před rokem 1922 prosadit stále se zvětšující více skupinový šampionát.
Jednoskupinový projekt brzy získal politický a mediální souhlas, stejně jako sportovní. Pravidla pro sezonu 1928/1929 stanovila, že budou přijaty do nové nejvyšší ligy jedné skupiny, pouze šestnáct týmů, identifikovaných mezi nejlepšími osmi v každé ze dvou skupin. Počet účastníků prvního ročníku Serie A se však zvýšil na osmnáct, protože kluby Lazio, Neapol a také Triestina zůstaly díky administrativě.

### Během sezony
Velké nákupy provedl klub z Neapole, když přivedl trenéra Garbutta (Říma), který získal tři tituly z Janovem. Byl koupen i střelec Antonio Vojak z Juventusu a též brankář Giuseppe Cavanna (Pro Vercelli). Do Juventusu přišly argentinští hráči Raimundo Orsi a Renato Cesarini. Janov se posílil o útočníka Banchera z Alessandrie. Z Milána do Lazia odešel po dvou letech útočník Pastore. Během sezony nastoupil za Pro Vercelli, teprve 16letý fotbalista a budoucí rekordman v počtu branek Silvio Piola. Spolu s ním měl i premiéru Pietro Ferraris.
Od 21 kola vedla soutěž Ambrosiana, která se spoléhala na 19 letého střelce Meazzu, který se stal s 31 brankami nejlepším střelcem. Ambrosiana získala titul před Janovem o dva body. Jejich vzájemný zápas se konal tři kola před koncem a skončil 3:3, i když Janov nedal penaltu. V dalším kole Ambrosiana nastoupila proti Turínu a po výhře 2:0 již matematicky získala po deseti letech, svůj třetí titul. Třetí místo obsadil Juventus. Naopak špatnou sezonu odehrály kluby Padova a Cremonese, které skončily na sestupových místech.

## Účastníci
| Klub         | Město         | Stadion                                          | Trenér                                                               | Nejlepší střelec                         |
| ------------ | ------------- | ------------------------------------------------ | -------------------------------------------------------------------- | ---------------------------------------- |
| Alessandria  | Alessandria   | Campo del Littorio                               | Carlo Carcano                                                        | Giovanni Ferrari (18)                    |
| Ambrosiana   | Milán         | Campo Virgilio Fossati                           | Árpád Weisz                                                          | Giuseppe Meazza (31)                     |
| Boloňa       | Boloňa        | Stadio del Littoriale                            | Hermann Felsner                                                      | Bruno Maini (20)                         |
| Brescia      | Brescia       | Stadium di viale Piave                           | Imre Schoffer                                                        | Antonio Moretti (10)                     |
| Cremonese    | Cremona       | Stadio Giovanni Zini                             | Béla Ludwig (1.–17. kolo) Secondo Talamazzini                        | Oliviero Serdoz, Otello Subinaghi (7)    |
| Janov        | Janov         | Campo Sportivo Genova 1893 Circolo del Calcio    | Renzo De Vecchi                                                      | Elvio Banchero (17)                      |
| Juventus     | Turín         | Stadio di corso Marsiglia                        | William Aitken                                                       | Raimundo Orsi (15)                       |
| Lazio        | Řím           | Stadio della Rondinella                          | Ferenc Molnár (1.–3. kolo) Pietro Piselli (4.–?. kolo) Ferenc Molnár | Luigi Ziroli (11)                        |
| Livorno      | Livorno       | Campo di Villa Chayes                            | Wilhelm Rady                                                         | Mario Magnozzi (15)                      |
| Milán        | Milán         | Campo San Siro                                   | Engelbert König                                                      | Giuseppe Santagostino (11)               |
| Modena       | Modena        | Ex Velodromo                                     | József Ging                                                          | Antonio Carnevali, Angelo Piccaluga (10) |
| Neapol       | Neapol        | Stadio Militare dell'Arenaccia Stadio Partenopeo | William Garbutt                                                      | Antonio Vojak (20)                       |
| Padova       | Padova        | Stadio Silvio Appiani                            | Herbert Burgess (1.–7. kolo) Aldo Fagiuoli                           | Giovanni Vecchina (17)                   |
| Pro Patria   | Busto Arsizio | Stadio Comunale                                  | Imre János Bekey + Augusto Rangone                                   | Italo Rossi (14)                         |
| Pro Vercelli | Vercelli      | Campo piazza Conte di Torino                     | József Nagy                                                          | Alfredo Gatti (9)                        |
| Řím          | Řím           | Campo Testaccio                                  | Guido Baccani (1.–7. kolo) Herbert Burgess                           | Rodolfo Volk (21)                        |
| Turín        | Turín         | Stadio Filadelfia                                | Tony Cargnelli (1.–6. kolo) Karl Stürmer                             | Gino Rossetti (17)                       |
| Triestina    | Terst         | Campo di Montebello                              | Rudolf Soutschek                                                     | Renato De Manzano (11)                   |

## Tabulka
| Poř. | Tým          | Z  | V  | R  | P  | VG | OG | B  |
| ---- | ------------ | -- | -- | -- | -- | -- | -- | -- |
| 1.   | Ambrosiana   | 34 | 22 | 6  | 6  | 85 | 38 | 50 |
| 2.   | Janov        | 34 | 20 | 8  | 6  | 63 | 39 | 48 |
| 3.   | Juventus     | 34 | 19 | 7  | 8  | 56 | 31 | 45 |
| 4.   | Turín        | 34 | 16 | 7  | 11 | 52 | 31 | 39 |
| 5.   | Neapol       | 34 | 14 | 9  | 11 | 61 | 51 | 37 |
| 6.   | Řím          | 34 | 15 | 6  | 13 | 73 | 52 | 36 |
| 7.   | Boloňa       | 34 | 14 | 8  | 12 | 56 | 46 | 36 |
| 8.   | Alessandria  | 34 | 14 | 8  | 12 | 55 | 49 | 36 |
| 9.   | Pro Vercelli | 34 | 12 | 9  | 13 | 52 | 60 | 33 |
| 10.  | Brescia      | 34 | 13 | 7  | 14 | 45 | 56 | 33 |
| 11.  | Milán        | 34 | 11 | 10 | 13 | 52 | 48 | 32 |
| 12.  | Modena       | 34 | 11 | 8  | 15 | 48 | 55 | 30 |
| 13.  | Pro Patria   | 34 | 12 | 6  | 16 | 46 | 64 | 30 |
| 14.  | Livorno      | 34 | 12 | 5  | 17 | 51 | 79 | 29 |
| 15.  | Lazio        | 34 | 10 | 8  | 16 | 49 | 50 | 28 |
| 16.  | Triestina    | 34 | 11 | 6  | 17 | 42 | 59 | 28 |
| 17.  | Padova       | 34 | 11 | 4  | 19 | 52 | 78 | 26 |
| 18.  | Cremonese    | 34 | 4  | 8  | 22 | 31 | 83 | 16 |

Poznámky
- Z = Odehrané zápasy; V = Vítězství; R = Remízy; P = Prohry; VG = Vstřelené góly; OG = Obdržené góly; B = Body
- za výhru 2 body, za remízu 1 bod, za prohru 0 bodů.
- při rovnosti bodů rozhodovalo skóre

|  | Mistr ligy + kvalifikoval se na Středoevropský pohár 1930 |
|  | Kvalifikoval se na Středoevropský pohár 1930              |
|  | Sestup do Serie B                                         |

Poznámky
- Z = Odehrané zápasy; V = Vítězství; R = Remízy; P = Prohry; VG = Vstřelené góly; OG = Obdržené góly; B = Body
- za výhru 2 body, za remízu 1 bod, za prohru 0 bodů.
- při rovnosti bodů rozhodoval rozdíl mezi vstřelených a obdržených branek.

## Statistiky

### Výsledková tabulka
|              | Alessandria | Ambrosiana | Boloňa | Brescia | Cremonese | Janov | Juventus | Lazio | Livorno | Milán | Modena | Neapol | Padova | Pro Patria | Pro Vercelli | Řím | Turín | Triestina |
| ------------ | ----------- | ---------- | ------ | ------- | --------- | ----- | -------- | ----- | ------- | ----- | ------ | ------ | ------ | ---------- | ------------ | --- | ----- | --------- |
| Alessandria  | –           | 1:2        | 2:3    | 4:0     | 3:0       | 0:2   | 1:0      | 4:2   | 3:2     | 2:1   | 1:1    | 2:1    | 4:2    | 0:0        | 0:2          | 3:1 | 3:3   | 4:1       |
| Ambrosiana   | 2:0         | –          | 2:1    | 5:1     | 3:2       | 3:3   | 2:0      | 4:2   | 6:2     | 2:0   | 5:1    | 2:1    | 6:1    | 8:0        | 4:0          | 6:0 | 3:0   | 1:2       |
| Boloňa       | 1:2         | 2:2        | -      | 0:0     | 4:1       | 0:1   | 0:1      | 3:2   | 6:1     | 1:1   | 2:1    | 3:1    | 1:2    | 2:0        | 2:2          | 5:2 | 0:1   | 2:2       |
| Brescia      | 2:1         | 0:0        | 2:0    | –       | 4:3       | 4:1   | 2:2      | 3:2   | 2:0     | 4:1   | 3:2    | 2:1    | 3:2    | 2:1        | 1:0          | 1:1 | 0:2   | 0:1       |
| Cremonese    | 1:1         | 0:0        | 0:3    | 0:1     | –         | 1:2   | 0:0      | 1:3   | 1:2     | 0:2   | 2:2    | 0:0    | 1:1    | 1:2        | 0:0          | 1:0 | 0:1   | 2:1       |
| Janov        | 2:1         | 1:4        | 2:0    | 1:0     | 2:1       | –     | 2:0      | 2:0   | 2:0     | 2:2   | 2:2    | 2:2    | 8:0    | 6:2        | 1:0          | 3:1 | 1:0   | 2:1       |
| Juventus     | 2:1         | 1:2        | 2:0    | 0:0     | 4:1       | 0:0   | –        | 3:1   | 4:1     | 3:1   | 1:0    | 3:2    | 3:1    | 1:0        | 6:1          | 2:1 | 2:0   | 0:1       |
| Lazio        | 0:0         | 1:1        | 3:0    | 0:0     | 6:0       | 3:0   | 0:1      | –     | 3:1     | 0:0   | 4:0    | 0:2    | 4:0    | 2:1        | 3:2          | 0:1 | 1:0   | 0:0       |
| Livorno      | 2:1         | 1:2        | 0:2    | 5:3     | 1:1       | 3:1   | 1:5      | 4:0   | –       | 4:1   | 2:2    | 3:0    | 4:3    | 2:1        | 1:1          | 1:0 | 1:0   | 2:0       |
| Milán        | 0:1         | 1:2        | 0:1    | 4:1     | 5:2       | 0:2   | 1:1      | 2:1   | 2:2     | –     | 1:0    | 2:2    | 6:0    | 3:2        | 3:0          | 3:1 | 1:2   | 2:1       |
| Modena       | 0:1         | 2:0        | 1:2    | 2:1     | 5:1       | 2:1   | 2:1      | 0:0   | 6:0     | 1:1   | –      | 0:5    | 0:2    | 2:1        | 1:1          | 1:2 | 2:1   | 2:1       |
| Neapol       | 3:1         | 3:1        | 2:1    | 1:1     | 3:0       | 1:2   | 2:2      | 3:0   | 1:1     | 2:1   | 2:1    | –      | 1:0    | 4:2        | 1:1          | 1:1 | 2:0   | 4:1       |
| Padova       | 1:3         | 1:2        | 2:3    | 2:1     | 0:1       | 0:0   | 2:1      | 2:1   | 3:1     | 1:1   | 1:3    | 3:0    | –      | 7:0        | 5:0          | 3:0 | 1:0   | 1:2       |
| Pro Patria   | 4:0         | 0:0        | 2:1    | 2:0     | 4:2       | 0:1   | 0:1      | 0:0   | 5:0     | 2:1   | 2:0    | 3:2    | 0:0    | –          | 1:0          | 6:1 | 1:0   | 1:1       |
| Pro Vercelli | 2:2         | 1:0        | 2:2    | 2:0     | 3:2       | 3:3   | 1:0      | 3:1   | 4:1     | 0:1   | 2:1    | 4:0    | 5:1    | 0:0        | –            | 2:0 | 0:2   | 6:0       |
| Řím          | 1:1         | 2:0        | 2:2    | 2:1     | 9:0       | 2:0   | 2:3      | 3:1   | 2:0     | 1:0   | 4:2    | 2:2    | 8:0    | 5:0        | 7:0          | –   | 3:0   | 5:0       |
| Turín        | 2:2         | 4:1        | 0:0    | 5:0     | 2:3       | 1:1   | 0:0      | 1:0   | 3:0     | 0:0   | 0:0    | 1:0    | 3:1    | 7:0        | 5:1          | 1:0 | –     | 4:1       |
| Triestina    | 1:0         | 1:2        | 0:1    | 1:0     | 4:0       | 0:2   | 0:1      | 3:3   | 3:0     | 2:2   | 0:1    | 3:4    | 2:1    | 2:1        | 3:1          | 1:1 | 0:1   | –         |

### Střelecká listina
| Pořadí | Jméno             | Klub        | Branky |
| ------ | ----------------- | ----------- | ------ |
| 1.     | Giuseppe Meazza   | Ambrosiana  | 31     |
| 2.     | Rodolfo Volk      | Řím         | 21     |
| 3.     | Bruno Maini       | Boloňa      | 20     |
| 3.     | Antonio Vojak     | Neapol      | 20     |
| 5.     | Elvio Banchero    | Janov       | 17     |
| 5.     | Giovanni Ferrari  | Alessandria | 17     |
| 5.     | Gino Rossetti     | Turín       | 17     |
| 5.     | Giovanni Vecchina | Padova      | 17     |
| 9.     | Pietro Serantoni  | Ambrosiana  | 16     |

## Vítěz
| Serie A Vítěz pro rok 1929/30 |
| ----------------------------- |
| FC Inter Milán                |
|                               |